# John M. Ball

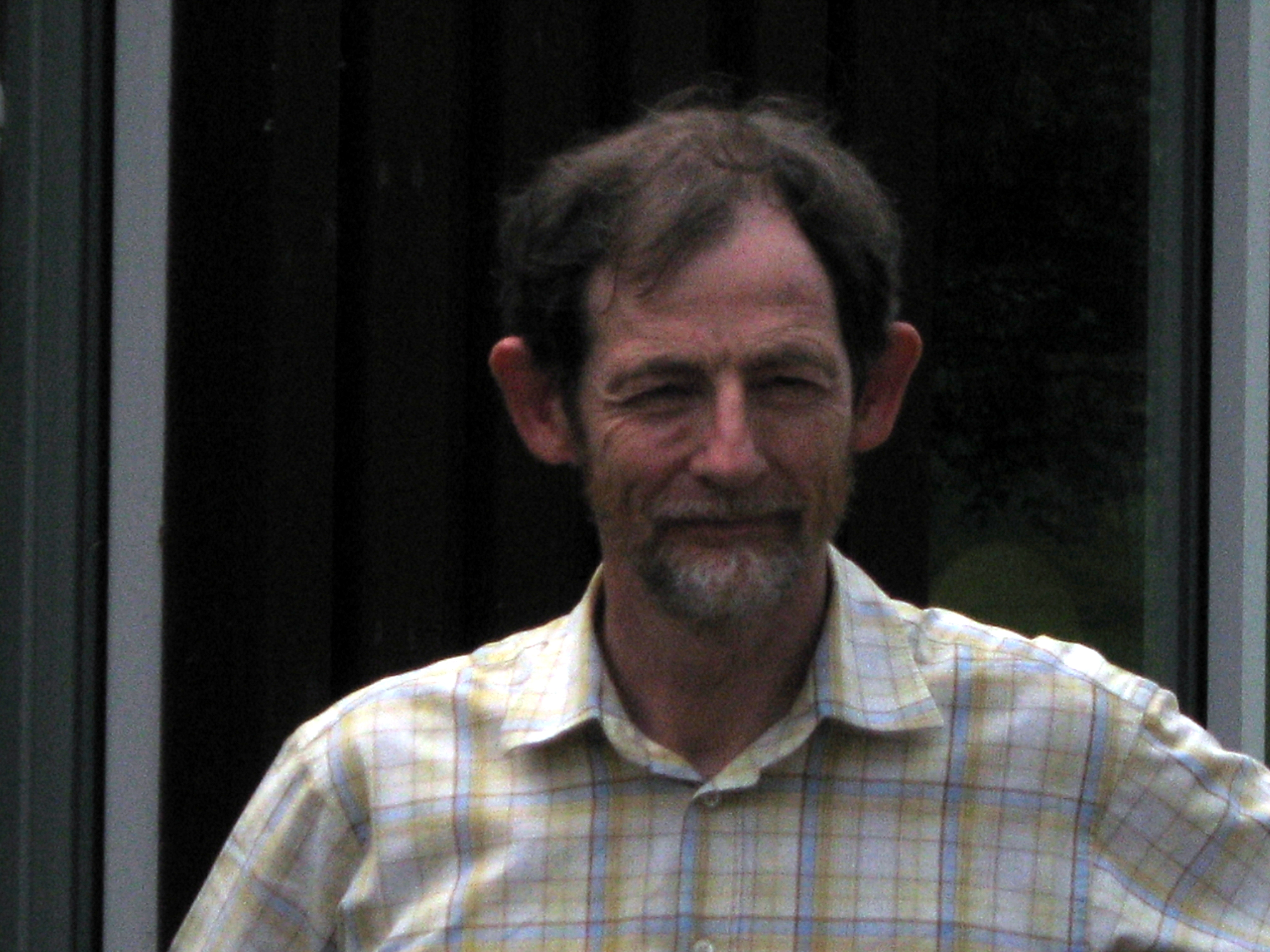
John M. Ball (2007)

Sir John Macleod Ball FRSE FRS (oft zitiert als John M. Ball; * 19. Mai 1948 in Farnham, Grafschaft Surrey) ist ein britischer Mathematiker, der sich mit angewandter Mathematik und Analysis beschäftigt.
Ball studierte 1966 bis 1969 an der Cambridge University (St. John’s College) und ab 1969 an der School of Applied Sciences der University of Sussex, wo er 1972 bei David Edmunds promovierte. Danach war er als Post-Doc 1972 bis 1974 an der Heriot-Watt University und am Lefschetz Center for Dynamical Systems der Brown University. Ab 1974 war er Lecturer an der Heriot-Watt University, ab 1978 Reader und ab 1982 Professor für Angewandte Analysis. 1980 bis 1985 war er Senior Fellow des Science and Engineering Research Council. Seit 1996 ist er Sedleian Professor of Natural Philosophy der Oxford University und Fellow des Queen’s College. Er war unter anderem Gastprofessor an der University of California, Berkeley (1983/84), dem Institute for Advanced Study (1993/94, 2002/2003), mehrfach an der Universität Paris VI (Labor für Numerische Mathematik), dem Tata Institute of Fundamental Research (2001), in Montpellier, Santiago de Chile, Kreta.
Ball befasst sich unter anderem mit nichtlinearen partiellen Differentialgleichungen und Variationsrechnung und Anwendungen in der Kontinuumsmechanik und nichtlinearen Elastizitätstheorie einschließlich Modellierung der Mikrostruktur in den Materialwissenschaften. Ein jüngeres Forschungsgebiet ist die Mathematik von Flüssigkristallen. Er leistete wesentliche Beiträge zur Variationsrechnung durch Verallgemeinerungen des Konvexitätsbegriff: Er führte quasikonvexe und polykonvexe Funktionen ein, die es ermöglichen, physikalisch sinnvolle Energiefunktionale in der statischen Elastizitätstheorie mathematisch zu behandeln.
Er ist Herausgeber des Archive for Rational Mechanics and Analysis. Er ist seit 1980 Fellow der Royal Society of Edinburgh, deren Keith Preis er 1990 und deren Royal Medal er 1996 erhielt, und seit 1989 der Royal Society. Er ist Mitglied des Institute of Mathematics and its Applications, des Istituto Lombardo, der Academia Europaea (2008) und auswärtiges Mitglied der Norwegischen Akademie der Wissenschaften und der französischen Akademie der Wissenschaften (2000). 1989/90 war er Präsident der Edinburgh Mathematical Society. Er war im Rat des Weizmann-Instituts und der London Mathematical Society, deren Präsident er 1996 bis 1998 war. 1998/99 war er Präsident der Mathematik-Abteilung der British Association for the Advancement of Science. 2003/04 war er im ersten Abel-Preis-Komitee für den ersten Abel-Preis 2003. Außerdem war er im Komitee für die Fields-Medaille 1998. 2003 bis 2006 war er Präsident der International Mathematical Union. 2006 wurde er als Knight Bachelor geadelt. Im Oktober 2011 wurde er in den Vorstand des International Council for Science (ICSU) gewählt. 2012 wurde er John von Neumann Lecturer. Er ist Fellow der American Mathematical Society.
1982 erhielt er den Whittaker-Preis der Edinburgh Mathematical Society sowie ebenfalls 1982 den Junior Whitehead-Preis, 1995 den Naylor-Preis der London Mathematical Society (LMS), 1999 den Theodore von Kármán Prize der SIAM und 2003 die David Crighton Medal (als erster Preisträger). 2009 erhielt er die Sylvester-Medaille der Royal Society für his seminal work in mechanics and nonlinear analysis and his encouragement of mathematical research in developing countries. 2018 war er Träger des King Faisal International Prize in Mathematik. In der Laudatio wurden grundlegende Beiträge und „revolutionäre“ neue Herangehensweisen für nichtlineare partielle Differentialgleichungen, Variationsrechnung und Dynamische Systeme herausgestellt mit Anwendungen in Materialwissenschaften, Flüssigkristallen, Phasenübergängen und nichtlinearer Elastizität. Für 2022 wurde Ball die De-Morgan-Medaille der LMS zugesprochen.
Er ist mehrfacher Ehrendoktor (Montpellier, Sussex, Edinburgh, Heriot-Watt, EPFL Lausanne). 1983 war er Invited Speaker auf dem Internationalen Mathematikerkongress in Warschau (Energy minimizing conditions in nonlinear elasticity). Ab 1998 hat er eine Ehrenprofessur der Heriot-Watt University.
Zu seinen Doktoranden zählen Bernard Dacorogna, Gero Friesecke und Stefan Müller.
Ball ist mit der aus Tibet stammenden Schauspielerin Sedhar Chozam (Lady Sedhar Ball) verheiratet und hat drei Kinder.